# Susanne Bosch

Susanne Bosch, Kunstaktion Animals for Future (Berlin, 2021)

Susanne Bosch (geboren 1967 in Wesel) ist eine deutsche Künstlerin im Bereich der bildenden Kunst und der Kunst im öffentlichen Raum. International bekannt wurde sie durch die Restpfennigaktion, eine partizipatorische Kunstaktion, die 1998 in Deutschland beginnend, bis heute Fortsetzungen findet.

## Biografie
Von 1990 bis 1996 studierte Susanne Bosch an der Akademie der bildenden Künste Nürnberg und schloss als Meisterschülerin im Fach Bildende Kunst ab. Seit 1996 ist sie freischaffende Künstlerin und tätig in künstlerischer Forschung.
Von 2005 bis 2006 unterrichtete sie im internationalen Masterprogramm (Master of Fine Arts) „Art in Public Space and New Artistic Strategies“ an der Bauhaus-Universität Weimar. An der University of Ulster in Belfast war sie von 2006 bis 2012 Kursdirektorin des Masterstudiengangs Art in Public und unterrichtete Fine Art Research. Parallel forschte sie zur Rolle der „Kunst in gesellschaftlichen Transformationsprozessen“ und zu „Kunst an umkämpften Orten“ am Research Centre Interface der University of Ulster. 2012 promovierte sie dort zum Thema „Learning for Civil Society Through Participatory Public Art“.
Seit 2008 ist Susanne Bosch Facilitator für Open-Space-Formate. Diese und andere Formate des Art of Hosting, setzt sie in Kunstprojekten und Konferenzen ein, die sich vertiefend mit Demokratiebegriffen und Fragen der Nachhaltigkeit befassen. In diesem Kontext arbeitet sie auch als Prozessbegleiterin.
2020 war sie Praxisstipendiatin der Villa Massimo in Rom.
Susanne Bosch hat die deutsche und britische Staatsbürgerschaft und lebt in Berlin. Sie forscht und arbeitet weltweit.

## Werk
Neben ihrer Arbeit in partizipatorischen künstlerischen Formaten arbeitet Susanne Bosch oft mit fragilem Zeitungspapier, führt Kunst am Bau Projekte durch und ist ebenso aktiv in den künstlerischen Feldern Video, Performance und Installation. Sie bezeichnet sich selbst als „Schnittstellen-Akteurin“.
Ihre Themen bewegen sich im Bereich der Migrationsforschung, wie in der Sammelausstellung The Border des Deutschen Künstlerbundes in Berlin im Jahr 2020. Für die dort gezeigte Arbeit Für eine Aufstrebende Zukunft bearbeitete sie Zeitungsberichte über Festumzüge in Erinnerung an die Schlacht am Boyne. Diesen stellte sie Zitate von Hannah Arendt und aus der Black-Lives-Matter-Bewegung gegenüber.
Sie interessiert sich darüber hinaus für das Feld der künstlerischen Kritischen Kartografie wie in Kartografie (in) einer Landschaft (2020 DA Gravenhorst) und The Prehistory of Crisis (2), (Belfast und Dublin, 2009). Seit Beginn ihrer Karriere untersucht sie die Verhandlungskulturen gesellschaftlicher Beteiligungsmodelle und Zahlungsmittel. Ihr Interesse gilt Gemeinschaften, die soziale und wirtschaftliche Nachhaltigkeitsmodelle als Alternativen zum globalen Kapitalismus entwickeln.
Diese Suche nach alternativen Beteiligungsmodellen führte sie 2008 nach Palästina, wo sie 2012 auf die Arab Development Society (ADS) und die Visionen von Musa Alami traf. 2013 zeigte sie in einer großräumigen Installation Fundstücke ihrer Recherche auf dem damals verlassenen Gelände der ADS unter dem Titel Change Maker im Museum der Universität Bir Zait, Palästina.
Viele von Boschs Arbeiten folgen dem Überbegriff Kunst an umkämpften Orten. Viel Beachtung fand ihre partizipatorische Performance Crossing Jericho (2012), ein Nightwalk in Area C (West Bank), im Rahmen des Kunstprojekts Jericho – beyond the celestial and terrestrial. Bosch verfeinert das Thema seit 2018 mit dem Beitrag Alter-Nationality für die Ausstellung Subcontracted Nations, in der Qattan Foundation, Ramallah. Diese Arbeit gehört zu dem Projekt Against all Odds, einer Forschungsarbeit zu visionären Projekten im Westjordanland.
International bekannt wurde Bosch 1998 mit der Restpfennigaktion, einer Arbeit im öffentlichen Raum, die sie in einem dialogischen Format jeweils abwandelte und den vorgefundenen politischen und sozialen Räumen anpasst. Sie sammelte deutschlandweit von 1998 bis 2002 brachliegendes ökonomisches und geistiges Kapital in Form von übrigen Pfennigen sowie Ideen und Wünschen. Insgesamt 13 Tonnen Münzen wurden in öffentlichen Sammelstellen auf dem Alexanderplatz in Berlin, in München (Marienplatz), Nürnberg (Königstrasse), Würzburg (Stadtbibliothek), Weimar (ACC-Galerie), Köpenick (FEZ) sowie aus Tausenden privater Sammelboxen zusammengetragen. 1.601 Ideen und Wünsche gingen als Briefe, E-Mails und Interviews ein.
Die Restpfennigaktion wird seitdem in verschiedenen Variationen weitergeführt. 2008 als Iniziativa Centesimo Avanzato im Palazzo delle Arti Napoli. 2010 unter dem Titel Hucha de Deseos in Madrid, und als The Leftover Penny Campaign folgte sie 2013 einer Einladung der Triennale di Milano. Das Kunstmuseum Liechtenstein realisierte 2017 die Rest-Münz-Aktion. Als #MoneyMustBeFunny adaptierte Bosch im Jahr 2023 das Thema für das Musikmagazin Positionen.

## Preise und Auszeichnungen (Auswahl)
- 2007: Visiting Arts Stipendium, Henry Moore Foundation/ Arts Council Nordirland
- 2012: Civitella Ranieri Foundation Arbeits-Stipendium, Italien[24]
- 2014: Artist in Residence, Kuala Lumpur, Goethe-Institut Malaysia
- 2015: Artist in Residence, Leitrim Sculpture Centre, Ireland
- 2017: Stipendium Goethe-Institut, Kuala Lumpur, Singapur, Georgetown, Penang, Malaysia
- 2020: Ecology of Care Commission, Heart of Glass, UK
- 2020: Praxis Stipendiatin Villa Massimo, Rom

## Ausstellungen (Auswahl)
- 1996: Germinations 9, Prague, Castle, Tschechien
- 1997: Germinations 9, Villa Arson, Nizza, Italien, Tutesall/ Chateau de Bourglinster, Luxembourg
- 1998: Klinik, Morphing Systems (in Zusammenarbeit mit Stephan Kurr), Zürich, Schweiz
- 1998–2002: Restpfennigaktion, deutschlandweit
- 1999: Sozialmaschine Geld, (in Zusammenarbeit mit Vollrad Kutscher), O.K.Center, Linz
- 1999: Wie Macht Kunst? (in Zusammenarbeit mit Vollrad Kutscher), Fridericianum, Kasseler Kunstverein
- 2000: Goldrausch XI_unterwegs, Kunstbunker, Nürnberg; Kunstraum, Düsseldorf; halle_für_kunst Lüneburg e.V., art forum Berlin
- 2005: La Bauhaus Si Muove! Galleria della Provincia de Modena, Italien
- 2008: The Common Good: The Enterprise of Art, PAN – palazzo arti napoli, Neapel, Italien
- 2009: Berliner Senatsstipendiaten in Istanbul, SUMA Contemporary Art Center, Istanbul, Türkei
- 2009: The Prehistory of the Crisis (2), Project Art Centre Dublin und Belfast Exposed, Belfast, Irland[25]
- 2009: Berlin-Istanbul, Berlin Senats Stipendiaten in Istanbul, Kunstraum Bethanien, Berlin
- 2010: Tulca Festival of Art, Galway, Irland
- 2011: Living as Form, Creative Time online Ausstellung, New York, USA
- 2012: TENSE, Limerick City Gallery of Art, Limerick, Irland
- 2012: How Much Do I Owe You? The Clock Tower, 29-27 41st Ave, Long Island City, Queens, New York, USA
- 2013: Jericho – beyond the celestial and terrestrial, Birzeit Museum, West Bank, Palästina
- 2013: Click or Clash? Strategies of collaboration, Galleria Bianconi, Mailand, Italien
- 2013: Studiovisits at Platform Project, Art-Athina, Athen, Griechenland
- 2013: Milan & Beyond. A vision in motion. Triennale di Milano, Mailand, Italien
- 2014: What we believe in, lostgens, Kuala Lumpur, Malaysia
- 2014: Utopisten & Weltenbauer, Künstlerhaus Dortmund
- 2015: Dies ist Morgen bei Was für ein Fest? Kunsthalle Osnabrück
- 2015: Das Mögliche im Sein, Arbogast, Götzis, Österreich
- 2017: Who Pays, Art Museum Liechtenstein, Liechtenstein
- 2018: CAPP Cartographies at Practice and Power, LAB and 2 Curved Street, Dublin, Irland
- 2018: Alter-Nationality Subcontracted Nations, A.M Qattan Foundation in Ramallah, Palästina[26]
- 2020: Geschichten (in) einer Landschaft – eine Kartografie, DA Kunsthaus Kloster Gravenhorst
- 2020: Ecology of Care. Kurze Deklaration zur Selbstfürsorge, Heart of Glass, UK[27]
- 2020: For an emerging future, Deutscher Künstlerbund, Berlin[28]
- 2022: Andere Menschen fühlen, Kunstzugabe in TAZ Wochenendausgabe am 14. Mai 2022[29]

## Kunst im öffentlichen Raum
- 1996–1997: Curriculum Vitae, Plakataktion in Prag, Nürnberg, Nizza, und Luxemburg als Teil von Germinations 9
- 2004: Káko ßi dúschitschke mója? / Wie geht es Dir, mein Seelchen? Liebeslieder für Gropiusstadt, How are you, my little soul? Lovesongs for Gropiusstadt, Klanginstallation in einem Aufzug in Gropiusstadt, Berlin
- 2004: Hic bir yere gidememek/Nirgendwo ankommen. Schattentheater auf türkisch. Im Rahmen von Lock Your Mind, Beyoglu, Istanbul
- 2005: Institut für Fremderfahrung Soundinstallation im Glockenturm außen für die Galleria della Provincia de Modena / Chiesa di San Paolo und Chiesa delle Monache, Das Bauhaus bewegt sich / La Bauhaus si muove Künstler der Bauhaus-Universität Weimar zu Gast in Modena, Italien
- 2006: Work Migration Quartett, bei Out Of Site 2006, öffentliche Intervention in Dublin
- 2007: Work Migration Quartett, Northbound Conference, Derry, Nordirland
- 2007: A viewing, öffentliche Intervention in Zusammenarbeit mit Sandra Johnston und Marilyn Arsem, Out Of Site 2007, Dublin
- 2007: Appropriate, ein performatives Event mit Alma Suljevic (Sarajevo), Marilyn Arsem (Boston) und Sandra Johnston (Belfast), University of Ulster 2007, Irland
- 2007: Whose Voice is it anyway? Migranten-Medien-Projekt in Belfast mit Filmpräsentationen in: 2MOVE: Ireland, Belfast/Navan und NVTV, Belfast, Irland
- 2007: IKEA says home is the most important place, FIX 07 – 7. Internationales Performance Festival, Belfast
- 2008: Iniziativa Centesimo Avanzato, Neapel, Italien
- 2008: Art, Media and Contested Space, Belfast Biennale, Irland
- 2008–2009: Hucha de Deseos, Madrid
- 2009: Plakataktion im Rahmen von The Prehistory of Crisis (2), Belfast und Dublin
- 2010: Migrant Media Group: Filmprojektion, Cathedral Quarter, Belfast, Irland
- 2010: We are getting to the Sky, öffentliche Intervention in Jericho, West Bank, Palästina
- 2012: Crossing Jericho, öffentliche Intervention im Rahmen von Jericho – beyond the celestial and terrestrial, West Bank, Palästina
- 2014: Between Night and Day, öffentliche Intervention in Chinatown, Kuala Lumpur, Malaysia
- 2014: Glücklich kommt von Selbermachen, 9 Ansätze und Interventionen, Dortmund
- 2014: Das gute Leben / Glücklich kommt von Selbermachen, Bregenz
- 2015: From I to we, Residence Projekt in Manorhamilton, Sculpture Centre Leitrim, Manorhamilton, Irland
- 2017: Akustischer Fußabdruck von Liechtenstein. Wie klingt das Ideen-Kapital von Liechtenstein? Haus Gutenberg, Balzers, Liechtenstein
- 2018: Kommen und Gehen | Verweilen Kunst am Bau, Nauener Platz, Berlin[30]
- 2021: FiFis Platte Die ganze Welt Zuhause, Kunst im Stadtraum, Prerower Platz, Berlin Neu-Hohenschönhausen[31]

## Publikationen (Auswahl)
Monografien und Kataloge
- Restpfennigaktion. Verlag für moderne Kunst Nürnberg, Nürnberg 2003, ISBN 978-3-936711-17-2.

Anthologien
- mit Herman Bashiron Mendolicchio (Hrsg.): Art in Context. Learning from the Field – Conversations on Participatory Art in Asia. Goethe-Institut, Berlin 2017, ISBN 978-3-945048-24-5.
- mit Anthony Haughey (Hrsg.): State. Project Press, Dublin 2011, ISBN 978-1-872493-29-9.

Beiträge in Anthologien
- Subjects that don’t count. Places that are not important. 5 Artistic Approaches. In: Frank Eckardt und Kathrin Wildner (Hrsg.): Public Istanbul – Spaces and Spheres of the Urban. Reihe: Urban Studies. Transcript Verlag, Bielefeld 2008, ISBN 978-3-89942-865-0, S. 333–348.
- Performative Ereignisse im öffentlichen Raum. In: Das Weimarer Modell. Jahrbuch der Fakultät Gestaltung. Verlag der Bauhaus-Universität Weimar, Weimar 2008, ISBN 978-3-86068-374-3, S. 148–163.
- Belfast – Public art for contemporary Northern Ireland. In: Rainer W. Ernst und Anke Müffelmann (Hrsg.): Thinking the City, Acting the City. Art in Public Space. Muthesius Kunsthochschule Kiel 2012, ISBN 978-3-9813781-7-7, S. 17–70.
- Where values emerge: an In-depth Exploration of the Collaborative Arts Partnership Programme’s Process, Discoveries and Learnings. In: Eleanor Turney (Hrsg.): Learning in Public. Transeuropean Collaborations in Socially Engaged Art. Collaborative Arts Partnership Programme, Live Art Development Agency, London 2018, ISBN 978-0-9935611-7-7, S. 60–81.